# Église Saint-Martin de Viger
L'église Saint-Martin de Viger est une église catholique située à  Viger, dans le département français des Hautes-Pyrénées en France dans la vallée de Batsurguère.

## Localisation
Elle se situe au centre du village.

## Historique
L’église à clocher-porche, d'origine romane, consacrée à saint Martin, était accolée au château, dont elle devait probablement servir de chapelle.
Deux sculptures du soubassement d'une colonne témoignent de sa datation (1656.).

## Architecture
À l'intérieur, face à l’autel, quelques rares éléments romans, dont, à droite du chœur, une base de pilier sculptée pouvant représenter la luxure.
Le linteau de la porte de la sacristie en arc en accolade, porte la date de 1656.
L’autel en merisier est l’œuvre de l’artiste contemporain Albert Abadie qui habite dans le village. La restauration intérieure a été réalisée en 1972, celle de l'extérieur en 1995.

## Galerie de photos

Sélection de vues diverses
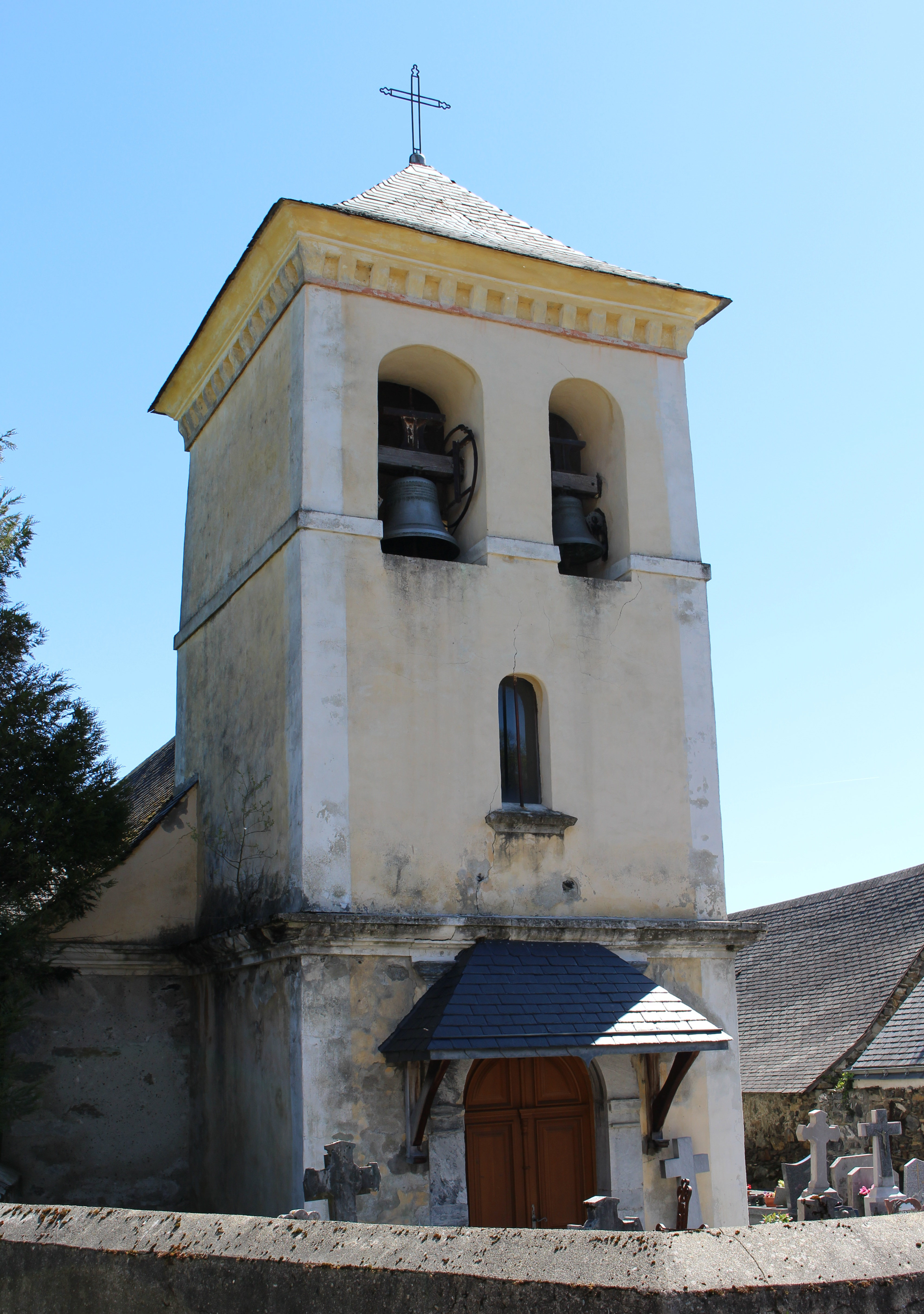
clocher
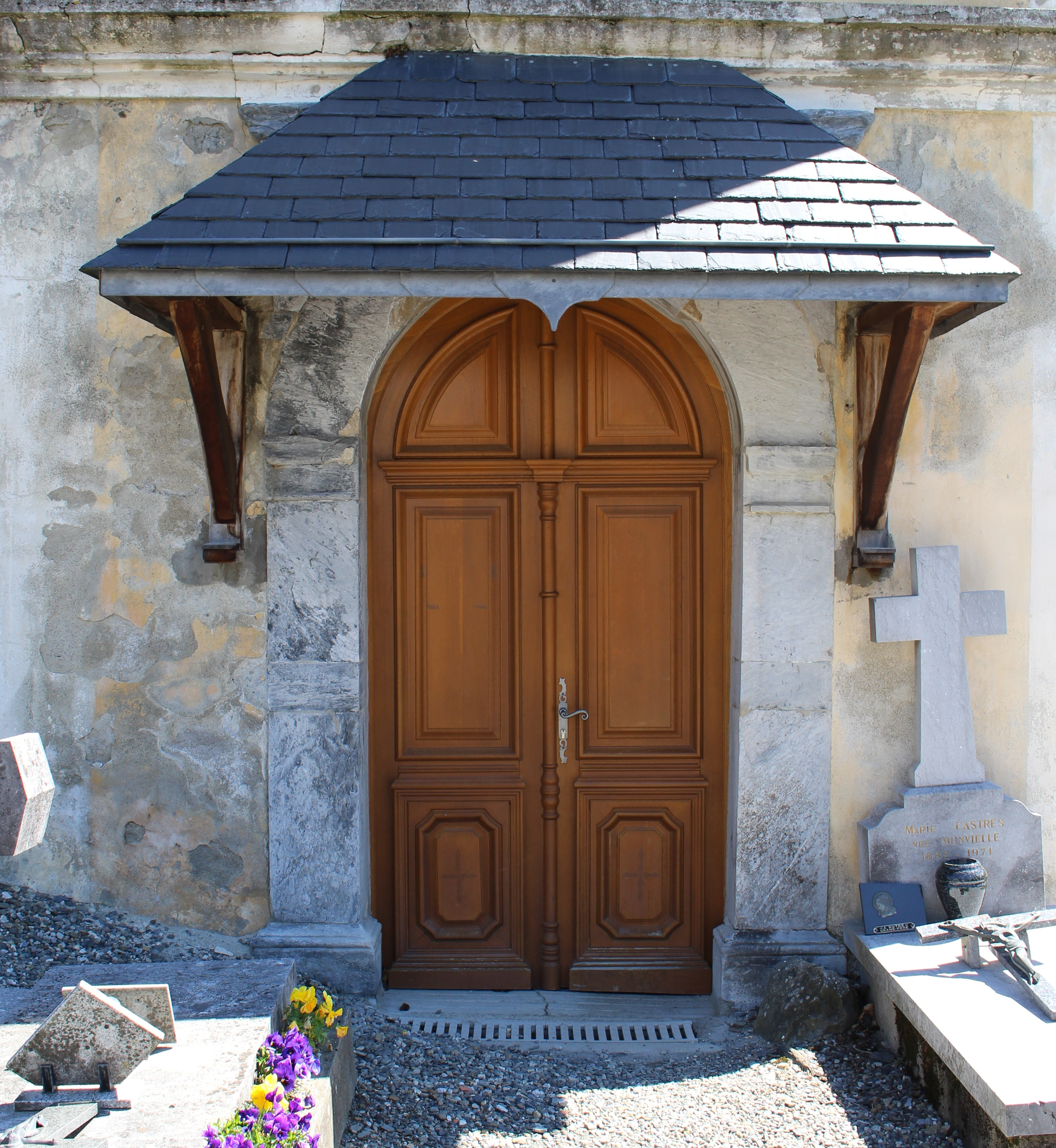
entrée
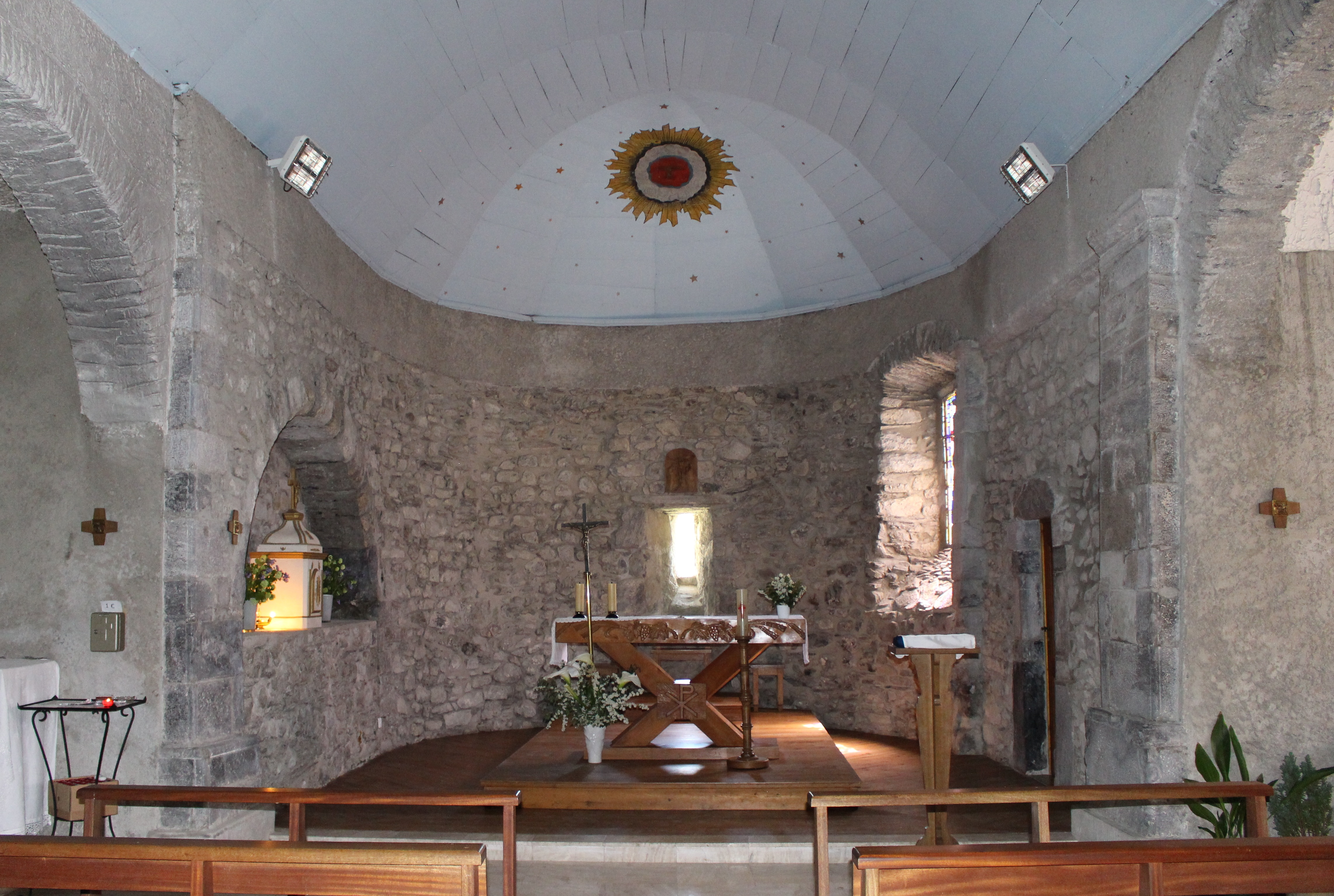
choeur
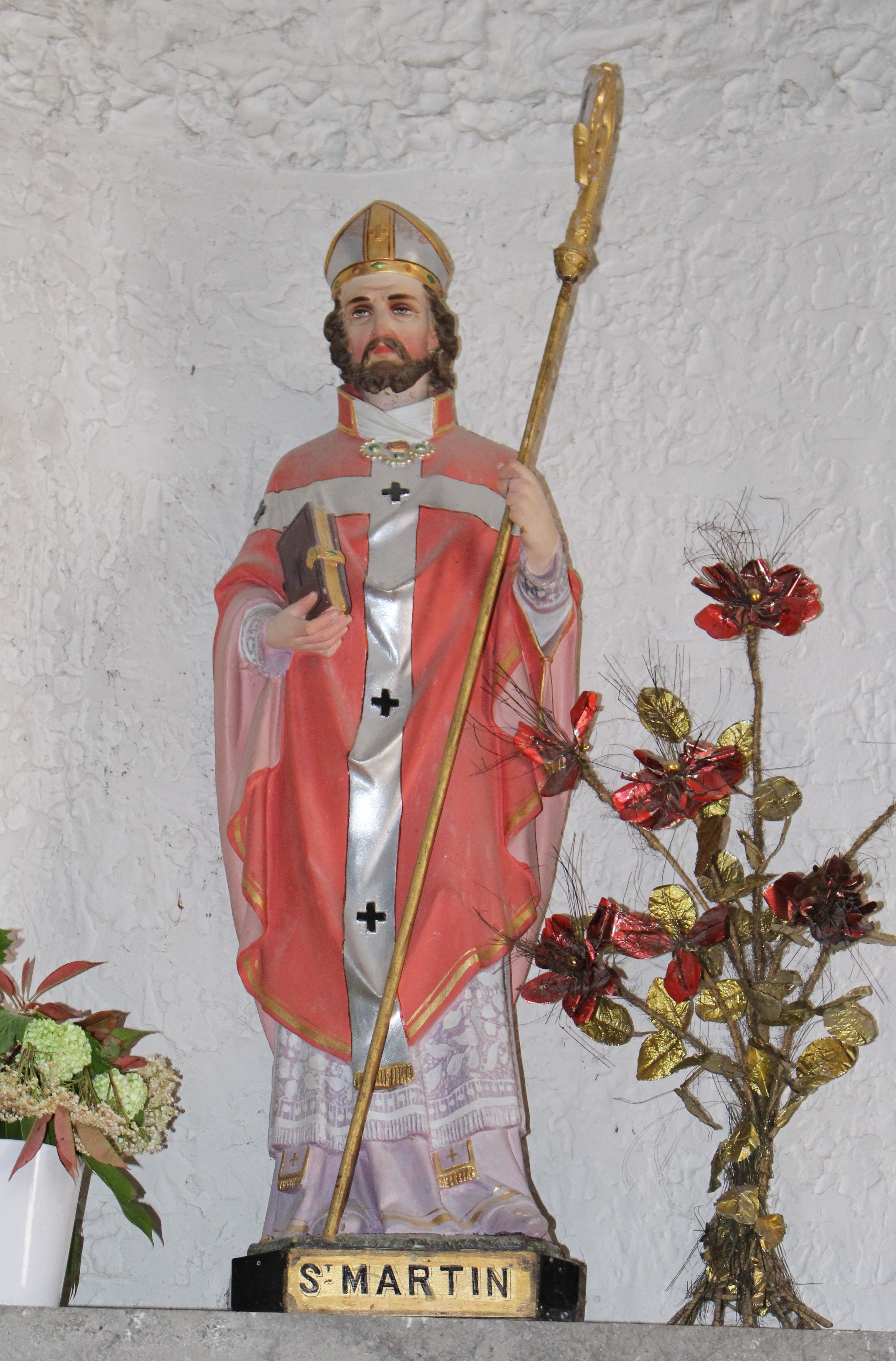
saint